# Dan Tobin
Pour les articles homonymes, voir Tobin.

The Philadelphia Story (Broadway, 1939-1940), avec Dan Tobin et Katharine Hepburn (au centre)

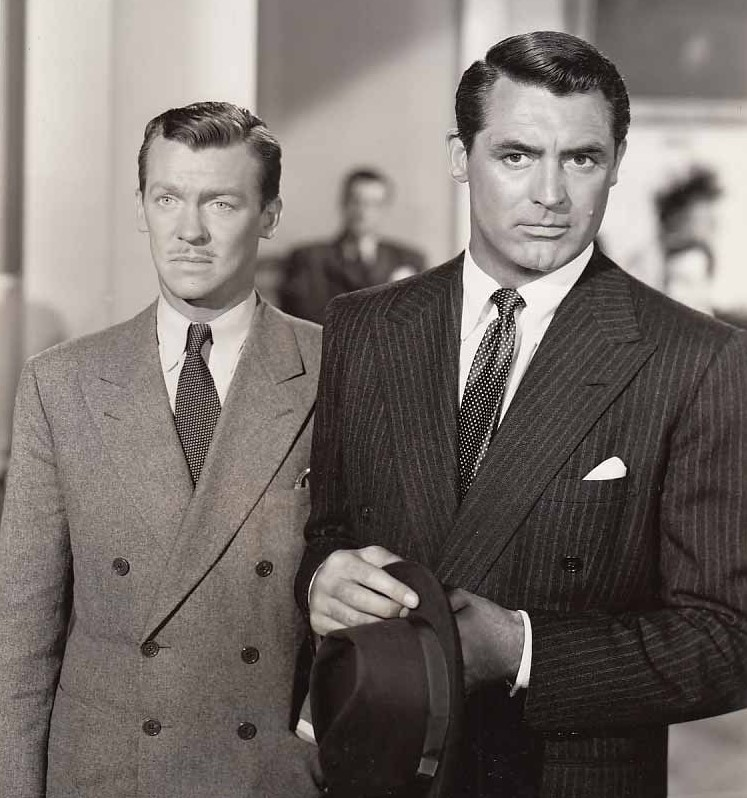
Dans Deux sœurs vivaient en paix (1947),
avec Cary Grant (à d.)

Daniel Malloy Tobin, né le 19 octobre 1910 à Cincinnati (Ohio) et mort le 26 novembre 1982 à Santa Monica (Californie), est un acteur américain, connu comme Dan Tobin.

## Biographie
Au théâtre, Dan Tobin joue notamment à Broadway (New York) dans deux pièces, la première représentée en 1936 ; la seconde est The Philadelphia Story de Philip Barry (1939-1940, avec Katharine Hepburn et Joseph Cotten).
Au cinéma, il contribue à dix-neuf films américains, le premier sorti en 1939 ; les deux suivants, où il retrouve Katharine Hepburn, sont La Femme de l'année de George Stevens (1942) et Lame de fond de Vincent Minnelli (1946).
Ultérieurement, mentionnons La Femme rêvée de Sidney Sheldon (1953, avec Cary Grant et Deborah Kerr), L'Inconnu du gang des jeux de Daniel Mann (1962, avec Dean Martin et Lana Turner) et Le Nouvel Amour de Coccinelle de Robert Stevenson (avec Helen Hayes et Keenan Wynn), son dernier film sorti en 1974.
Très actif à la télévision américaine (entre autres dans le domaine du western), Dan Tobin apparaît dans quatre-vingt-dix-neuf séries entre 1950 et 1976, dont Maverick (trois épisodes, 1957-1961), Bonanza (quatre épisodes, 1961-1972), Perry Mason (seize épisodes, 1964-1966), ou encore Madame et son fantôme (trois épisodes, 1969-1970).
S'ajoutent quatre téléfilms, le premier diffusé en 1973, le dernier en 1977 (ultime rôle à l'écran).

## Théâtre à Broadway (intégrale)
- 1936 : American Holiday d'Albert et Edwin Barker : Burke
- 1939-1940 : The Philadelphia Story de Philip Barry, mise en scène de Robert B. Sinclair, décors et lumières de Robert Edmond Jones : Alexander « Sandy » Lord

## Filmographie partielle

### Cinéma
- 1942 : La Femme de l'année (Woman of the Year) de George Stevens : Gerald Howe
- 1946 : Lame de fond (Undercurrent) de Vincente Minnelli : le professeur Joseph Bangs
- 1947 : Deux sœurs vivaient en paix (The Bachelor and the Bobby-Soxer) d'Irving Reis : Chester Walters
- 1948 : La Grande Horloge (The Big Clock) de John Farrow : Ray Cordette
- 1948 : La Chasse aux millions (Miss Tatlock’s Millions) de Richard Haydn
- 1948 : Un million clé en main (Mr. Blandings Builds His Dream House) d'H. C. Potter : Bunny Funkhauser
- 1948 : Quand le rideau tombe (The Velvet Touch) de Jack Gage : Jeff Trent
- 1950 : The Magnificent Yankee de John Sturges : Dixon
- 1953 : La Femme rêvée (Dream Wife) de Sidney Sheldon : M. Brown
- 1956 : Le Repas de noces (The Cattered Affair) de Richard Brooks : le traiteur
- 1959 : La Colère du juste (The Last Angry Man) de Daniel Mann : Ben Loomer
- 1962 : L'Inconnu du gang des jeux (Who's Got the Action?) de Daniel Mann : M. Sanford
- 1967 : Comment réussir dans les affaires sans vraiment essayer (How to Succeed in Business Without Really Trying) de David Swift : Johnson
- 1974 : Le Nouvel Amour de Coccinelle (Herbie Rides Again) de Robert Stevenson : un avocat

### Télévision

#### Séries
- 1953 : Four Star Playhouse
  - Saison 2, épisode 14 The Gift de Robert Aldrich : George Lennox
- 1957-1961 : Maverick
  - Saison 1, épisode 7 Relic of Fort Tejon (1957) de Leslie H. Martinson : Howard Harris
  - Saison 2, épisode 18 The Rivals (1959) de Leslie H. Martinson : Lucius Benson
  - Saison 4, épisode 21 Diamond Flush (1961) : Ralph Ferguson
- 1959-1960 : La Grande Caravane (Wagon Train)
  - Saison 2, épisode 37 The Steele Family Story (1959) de Christian Nyby : Bill Dashwood
  - Saison 4, épisode 4 The Allison Justis Story (1960) de Ted Post : le shérif Fred Miller
- 1959-1964 : 77 Sunset Strip
  - Saison 2, épisode 4 Clay Pigeon (1959) d'Arthur Lubin : Sam Gurney
  - Saison 5, épisode 25 Flight 307 (1963) : Paul DeWitt
  - Saison 6, épisode 17 Not Such a Simple Knot (1964) de Lawrence Dobkin : Les Cook
- 1960 : Thriller
  - Saison 1, épisode 3 Pire qu'un meurtre (Worse Than Murder) de Mitchell Leisen : Ray
- 1961 : La Quatrième Dimension (The Twilight Zone)
  - Saison 2, épisode 16 Un sou pour vos pensées (A Penny for Your Thoughts) : E. M. Bagby
- 1961 : Hong Kong
  - Saison unique, épisode 19 Lady Godiva de Robert Florey : Amhurst
- 1961 : Naked City
  - Saison 3, épisode 12 Bridge Party de William Conrad : Charles Banning
- 1961-1962 : Adèle (Hazel)
  - Saison 1, épisode 12 Hazel's Christmas Shopping (1961 - le chef de rayon) de William D. Russell et épisode 31 Rock-A-Bye Baby (1962 - un joueur de poker) de William D. Russell
- 1961-1963 : Le Jeune Docteur Kildare (Dr Kildare)
  - Saison 1, épisode 13 Season to Be Jolly (1961) d'Elliot Silverstein : Jonesy
  - Saison 2, épisode 12 The Bed I've Made (1962) de Don Taylor et épisode 14 Love Is a Sad Song (1963) de Boris Sagal : Jonesy
- 1961-1972 : Bonanza
  - Saison 2, épisode 19 Hold-up pour un bon motif (Bank Run, 1961) de Robert Altman : Finch
  - Saison 10, épisode 5 La Fin d'un roi (The Passing of a King, 1968) : le juge Rideout
  - Saison 12, épisode 11 Le Retour de Pepper Shannon (The Luck of Pepper Shannon, 1970) : Mills
  - Saison 13, épisode 25 Le Trésor de Greely (A Visit to Upright, 1972) : Blakely
- 1963-1965 : L'Homme à la Rolls (Burke's Law), première série
  - Saison 1, épisode 14 Who Killed Beau Sparrow? (1963) : Dr Eric McLean
  - Saison 3, épisode 2 Operation Long Shadow (1965) de Don Taylor : Homer Franklin
- 1963-1966 : Gunsmoke ou Police des plaines (Gunsmoke ou Marshal Dillon)
  - Saison 8, épisode 31 Panacea Sykes (1963) de William Conrad : Atherton Foote
  - Saison 12, épisode 14 Champion of the World (1966) de Marc Daniels : le professeur
- 1964-1966 : Perry Mason
  - Saisons 8 et 9, 16 épisodes : Terrance Clay (sauf premier épisode : Dickens)
- 1965 : Ben Casey
  - Saison 4, épisode 16 Pas De Deux de Marc Daniels : Winthrop Scott
- 1965 : Les Monstres (The Munsters)
  - Saison 1, épisode 30 Le Club des Monstres (Country Club Munsters) de Joseph Pevney : Reginald Stubbs
- 1965-1967 : Ma sorcière bien-aimée (Bewitched)
  - Saison 1, épisode 23 Feu rouge, feu vert (Red Light, Green Light, 1965) : le maire
  - Saison 2, épisode 28 Tout est bien qui finit bien (Double Split, 1966) : M. Ames
  - Saison 3, épisode 23 Une mémoire extraordinaire (I Remember You... Sometimes, 1967 - Ed Pennybaker) de William Asher et épisode 32 L'Homme et la Grenouille (Nobody But a Frog Knows How to Live, 1967 - M. Saunders) de Richard Kinon
- 1966 : Batman
  - Saison 1, épisode 4 L'Ombrelle à l'ombre (The Penguin's a Jinx) de Robert Butler : M. Jay
- 1966 : Les Mystères de l'Ouest (The Wild Wild West)
  - Saison 1, épisode 26 La Nuit de l'élixir de diamant (The Night of the Burning Diamond) d'Irving J. Moore : Thadeus Baines
- 1966-1968 : Les Espions (I Spy)
  - Saison 1, épisode 17 Toujours dire au revoir (Always Say Goodbye, 1966) : le secrétaire
  - Saison 3, épisode 23 Conforme au plan (Suitable for Framing, 1968) d'Earl Bellamy : le sénateur
- 1967 : Brigade criminelle (Felony Squad)
  - Saison 2, épisode 7 the Pat Hand of Death : Whittaker
- 1968 : Papa Schultz ou Stalag 13 (Hogan's Heroes)
  - Saison 4, épisode 7 La Visite du général (Never Play Cards with Strangers) de Marc Daniels : le général von Treger
- 1968 : Les Bannis (The Outcasts)
  - Saison unique, épisode 11 The Bounty Children de Marc Daniels : Coker
- 1969-1970 : Madame et son fantôme (The Ghost and Mrs. Muir)
  - Saison 1, épisode 15 Dear Delusion (1969) de Gary Nelson : Dr Ryan McNally
  - Saison 2, épisode 19 Dig for the Truth (1970)de Lee Philips et épisode 20 Pardon My Ghost (1970) de Jay Sandrich : M. Hampton
- 1973 : Sur la piste du crime (The F.B.I.)
  - Saison 8, épisode 18 The Disinherited de Virgil W. Vogel : Michaels
- 1973 : Doris Day comédie (The Doris Day Show)
  - Saison 5, épisode 21 The Magnificent Fraud de Marc Daniels : Vincent Bissel
- 1973 : Barnaby Jones
  - Saison 1, épisode 8 Sing a Song of Murder de Virgil W. Vogel : Karl Ludwig
- 1973 : Docteur Marcus Welby (Marcus Welby, M.D.)
  - Saison 5, épisode 3 For Services Rendered de Marc Daniels : Dr Henry Jessup

#### Téléfilms
- 1973 : Letters from Three Lovers (en) de John Erman : Thompson
- 1974 : Une femme dangereuse (en) (The Girl on the Late, Late Show) de Gary Nelson : Galatin
- 1974 : Only with Married Men (en) de Jerry Paris : Alan Tolan
- 1977 : Once Upon a Brothers Grimm (en) de Norman Campbell (segment The King with Eight Daughters) : le premier ministre